# ایسوزو پیاتزا
ایسوزو پیا (Isuzu Piazza) خودرویی است که در سال‌های ۱۹۸۱ تا ۱۹۹۲در ژاپن تولید شده‌است. است. سیستم جعبه‌دندهٔ آن ۵ دنده به دو صورت خودکار و دستی است.